# АК-100
АК-100 — советская одноствольная корабельная артиллерийская установка калибра 100 мм. Артустановками этого типа вооружались сторожевые корабли проекта 1135, сторожевые корабли проекта 1154, большие противолодочные корабли проекта 1155, атомный крейсер Адмирал Ушаков и ТАКР Адмирал Флота Советского Союза Горшков .

## История создания
Решение о начале разработки новой 100-мм АУ было принято в конце июня 1967 года, тактико-техническое задание было выполнено в сентябре. Проектирование и изготовление опытного образца выполнило в 1967 году КБ ПО «Арсенал», установка получила заводской индекс ЗИФ-91. Государственные полигонные испытания были начаты 15 марта 1973 года. На вооружение установка была принята в 1978 году под названием АК-100 (шифр орудия — А-214).

## Система управления
Наведение — система управления огнём «Лев-114» с РЛС МР-114, прицел — «Конденсатор-214А». Также на некоторых судах может применяться РЛС МР-145 и СУО «Лев-145». Дальность сопровождения целей — 40 км. Система управления стрельбой — Т-91-Э (разработка  КБ «Аметист», г. Москва)

## Технические особенности
АК-100 является 100-мм одноствольной с водяным охлаждением ствола. Боевое отделение представляет собой поворотную платформу с качающейся частью 100-мм орудия. Механизмами вертикальной и горизонтальной наводки, элеватором подачи снарядов и системой охлаждения ствола орудия. От воздействия окружающей среды и осколков артиллерийских снарядов расположенные в боевом отделении механизмы и агрегаты защищены броневой башней, сваренной из листов алюминиевой брони. Размеры башни значительно превышают размеры башен артустановок аналогичного калибра западных стран, что объясняется сохранением возможности резервного ручного управления стрельбой из самой башни.

Орудие имеет ствол-моноблок длиной 59 калибров, снабжённый клиновым вертикальным затвором и системой наружного непрерывного охлаждения забортной водой. Механизмы автоматики орудия работают за счёт использования энергии отката.

## Боеприпасы
Стрельба ведётся выстрелами унитарного заряжания (патронами) трёх типов: осколочно-фугасным УОФ-58 и зенитными УЗС-58 и УЗС-58Р. Выстрел УОФ-58 включает снаряд ОФ-58 весом 15,6 кг. Вес взрывчатого вещества в снаряде — 1,53 кг, снаряд комплектуется ударным взрывателем В-429. Зенитные выстрелы УЗС-58 и УЗС-58Р предназначены для стрельбы по крылатым ракетам и самолётам. Выстрел УЗС-58 имеет снаряд ЗС-58 с дистанционным взрывателем ДВМ-60М1, а выстрел УЗС-58Р — снаряд ЗС-58Р с радиолокационным взрывателем АР-32. Радиолокационный взрыватель обеспечивает подрыв снаряда на расстоянии 5 м от крылатой ракеты и 10 м от самолёта. При этом обеспечивается гарантированное поражение летательного аппарата.

## Использованная литература и источники
1. 1 2  Широкорад А. Б. Советская корабельная артиллерия. — СПб.: Велень, 1995. — С. 63. — 80 с. — ISBN 5-85817-009-9.